# Georges Dorèze Morin
Pour les articles homonymes, voir Morin.
Georges-Dorèze Morin (2 décembre 1884-24 décembre 1929) est un notaire et homme politique fédéral du Québec.

## Biographie
Né à Saint-Hyacinthe en Montérégie, il travailla comme notaire avant de devenir député du Parti libéral du Canada dans la circonscription de Bagot lors d'une élection partielle en 1925. Réélu en 1926, il est mort en fonction dans la localité de Saint-Pie-de-Bagot en 1929.